# Турнёр, Жак
Жак Турнёр (фр. Jacques Tourneur, англ. Jack Turner; 1904—1977) — американский режиссёр французского происхождения, снявший в Голливуде классические фильмы ужасов «Люди-кошки» (1942), «Я гуляла с зомби» (1943) и «Ночь демона» (1957), а также эталонный фильм-нуар «Из прошлого» (1947).

## Биография
Жак Турнёр родился 12 ноября 1904 году в Париже. Сын знаменитого режиссёра Мориса Турнёра. С 1913 года жил в Нью-Йорке. Начал работать в MGM клерком у своего отца. В 1928 году вернулся во Францию, где в 1931 году состоялся его режиссёрский дебют. Однако спустя четыре года он переехал в Голливуд и начал снимать малобюджетные короткометражные фильмы класса «B» (второй фильм из сдвоенного киносеанса по цене одного).
Работая помощником режиссёра над съёмках селзниковской «Повести о двух городах» (1935), он познакомился с писателем Вэлом Льютоном. В 1942 году Льютон стал главой подразделения студии RKO Pictures, снимавшего малобюджетные фильмы ужасов, и предложил Турнёру стать режиссёром фильмов «Люди-кошки» (1942) и «Я гуляла с зомби» (1943). Другая их совместная работа — фильм ужасов «Человек-леопард» (1943). Эти работы стали хитами студии и упрочили репутацию Турнёра как режиссёра, которому предоставили возможность снимать картины с более высоким бюджетом.
В 1947 году Турнёр поставил один из классических фильмов жанра «нуар» — «Из прошлого». Фильм ужасов «Ночь демона» (Night of the Demon, 1957) также известен как один лучших в своём жанре. В 1960-е годы Турнёр работал на телевидении, затем отошёл от съёмок и вернулся во Францию, где и умер в городе Бержерак в возрасте 73 лет.

## Избранная фильмография
- 1938 — Мария-Антуанетта
- 1942 — Люди-кошки / Cat People
- 1943 — Я гуляла с зомби / I Walked with a Zombie
- 1943 — Человек-леопард / The Leopard Man
- 1944 — Дни славы  / Days of Glory
- 1944 — Рискованный эксперимент / Experiment Perilous
- 1947 — Из прошлого / Out of the Past
- 1948 — Берлинский экспресс / Berlin Express
- 1950 — Огонь и стрела / The Flame and the Arrow
- 1951 — Круг опасности / Circle of Danger
- 1952 — Путь гаучо / Way of a Gaucho
- 1957 — Сумерки / Nightfall
- 1957 — Ночь демона / Night of the Demon
- 1958 — Создатели страха / The Fearmakers
- 1964 — Комедия ужасов / The Comedy of Terrors
- 1965 — Город в море / City Under the Sea

## Тексты
- Ecrits de Jacques Tourneur = written by Jacques Tourneur. Pertuis: Rouge Profond, 2003